# ریموند ای. بالدوین
ریموند ای. بالدوین (به انگلیسی: Raymond E. Baldwin) سناتور سابق عضو حزب جمهوری‌خواه ایالات متحده آمریکا بود. وی در سال ۱۹۴۶ تا ۱۹۴۹ میلادی سناتور ایالت کنتیکت در سنای ایالات متحده آمریکا بود.